# The New York Times

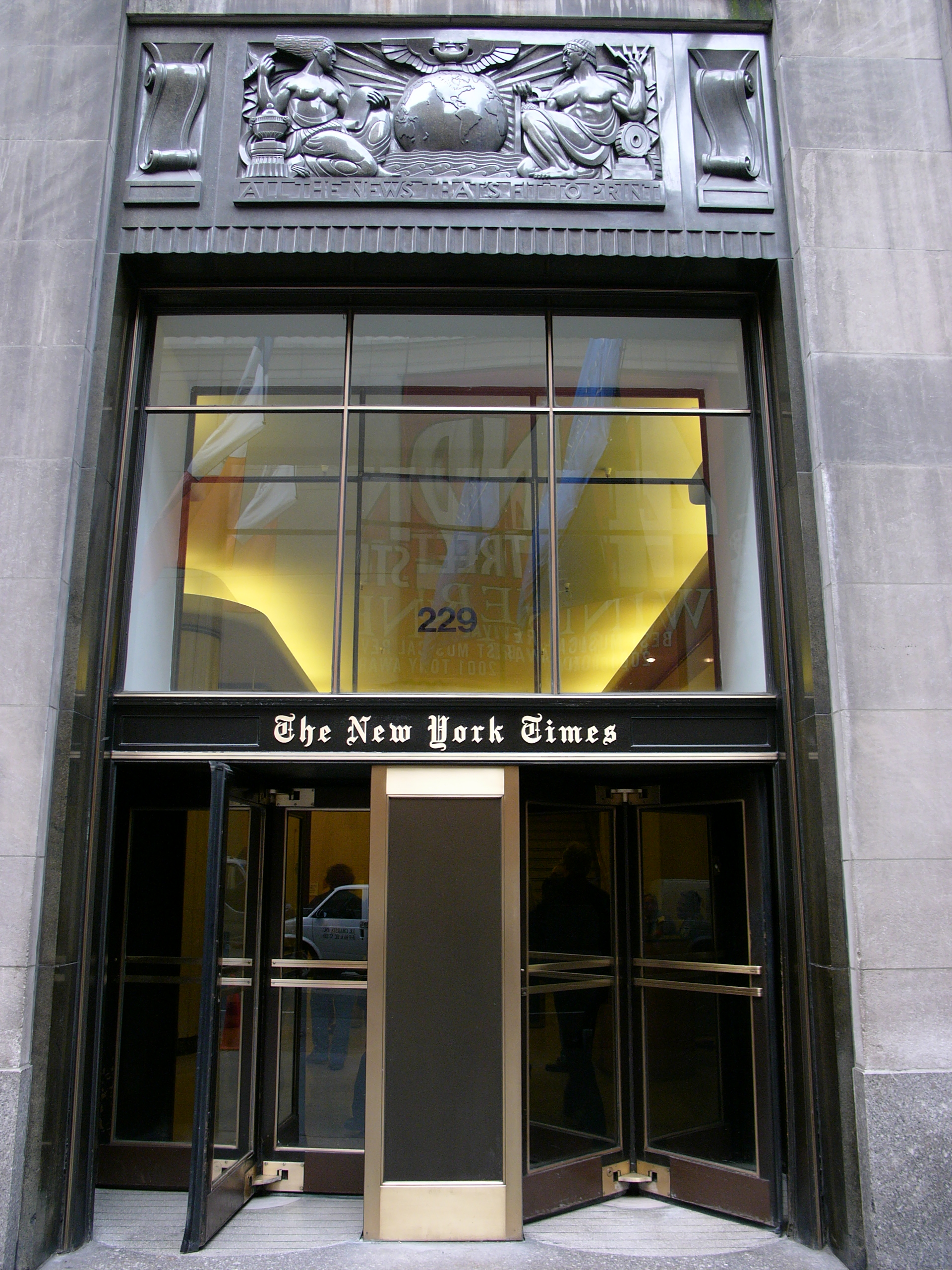
Tòa soạn cũ của The New York Times tại số 229 Đường 43 Tây ở Thành phố New York

The New York Times (tên tiếng Việt: Thời báo New York) là một nhật báo được xuất bản tại Thành phố New York bởi Arthur O. Sulzberger Jr. và được phân phối ở khắp Hoa Kỳ và nhiều nơi trên thế giới. Nó trực thuộc Công ty New York Times, công ty đó cũng xuất bản khoảng 40 tờ báo khác, trong đó có International Herald Tribune, một phiên bản quốc tế của The New York Times, bây giờ đổi tên là International New York Times và The Boston Globe. The Times đã giành được 132 giải Pulitzer, nhiều nhất so với bất kỳ tờ báo nào khác. Nó được xếp hạng thứ 18 trên thế giới theo lượng phát hành và thứ 3 ở Mỹ. 
The New York Times, một trong những tờ báo quan trọng nhất trong lịch sử Hoa Kỳ, được thành lập ngày 18 tháng 9 năm 1851 bởi Henry Jarvis Raymond và George Jones. Ông Raymond cũng là một trong những giám đốc thành lập Associated Press năm 1856. Adolph Ochs mua báo Times năm 1896, và dưới chỉ huy của ông, tờ báo này xây phạm vi phát hành quốc tế và được nổi tiếng trên toàn thế giới. Năm 1897, ông đặt ra khẩu hiệu "All The News That's Fit To Print" của báo này, nhiều người coi nó là một câu chọc đến những tờ báo cạnh tranh với nó ở Thành phố New York (hai tờ New York World và New York Journal American) mà nổi tiếng về mang tính giật gân. Sau khi di chuyển tòa soạn của tờ báo đến tòa nhà mới trên Đường số 42, khu vực đó được đặt tên Quảng trường Times năm 1904. Chín năm sau, tờ Times mở cửa một nhà phụ ở số 229 Đường 43, vị trí hiện nay, về sau họ bán Tòa nhà Times năm 1961.
Tờ Times đầu tiên chỉ có mục đích in bản mỗi sáng trừ sáng chủ nhật; tuy nhiên, trong Nội chiến Hoa Kỳ, tờ Times bắt đầu in ra tờ chủ nhật giống các nhật báo khác. Nó được trao giải Pulitzer cho những bản tin tức và bài về Chiến tranh thế giới thứ nhất vào năm 1918. Năm 1919, tờ báo được gửi qua Đại Tây Dương bằng khí cầu tới Luân Đôn lần đầu tiên.
Bởi vì tờ báo này được đọc ở nhiều nơi, nó được xuất bản ở những thành phố Ann Arbor, Michigan; Austin, Texas; Atlanta, Georgia; Billerica, Massachusetts; Canton, Ohio; Chicago, Illinois; College Point, New York; Concord, California; Dayton, Ohio (chỉ vào chủ nhật); Denver, Colorado; Fort Lauderdale, Florida; Gastonia, Bắc Carolina; Edison, New Jersey; Lakeland, Florida; Phoenix, Arizona; Minneapolis, Minnesota; Springfield, Virginia; Kent, Washington; Torrance, California; và Toronto (Canada).  Lưu trữ ngày 5 tháng 4 năm 2005 tại Wayback Machine